# اسپنر (پایگاه داده)

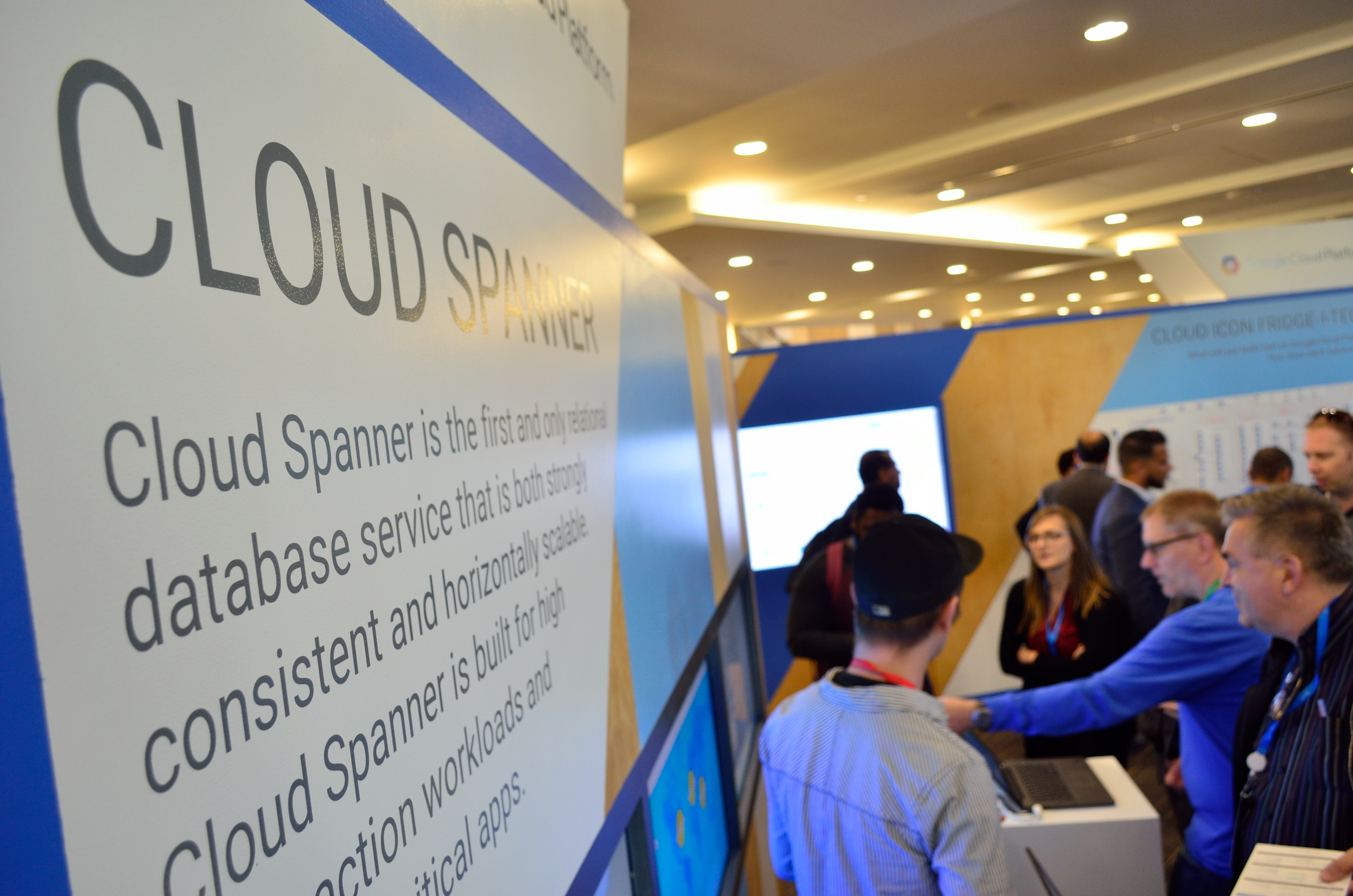
غرفه اسپنر ابری (C;oud Spanner) در نمایشگاه ابرای گوگل (Google Cloud Summit)

اسپنر (Spanner) یک سرویس مدیریت پایگاه داده و ذخیره‌سازی اس کیو ال توزیع شده است که توسط گوگل توسعه یافته‌است.  ویژگی‌هایی مانند تراکنش‌های سراسری، خواندن‌های کاملاً ثابت، و تکرار خودکار چند سایتی و اصلاح خرابی را فراهم می‌کند. اسپنر در گوگل اف وان Google F1، پایگاه داده‌ای برای تجارت تبلیغاتی آن در گوگل ادز (Google Ads) استفاده می‌شود.

## امکانات
اسپنر مقادیر زیادی از داده‌های ساختاری قابل تغییر را ذخیره می‌کند. اسپنر به کاربران اجازه می‌دهد تا با استفاده از SQL با داده‌های رابطه ای پرس و جوهای دلخواه را انجام دهند و در عین حال سازگاری قوی و در دسترس بودن بالا برای آن داده‌ها را با تکرار همزمان حفظ کنند.
ویژگی‌های کلیدی اسپنر:
- تراکنش‌ها را می‌توان در ردیف‌ها، ستون‌ها، جداول و پایگاه‌های داده در فضای عمومی اسپنر اعمال کرد.
- مشتریان می‌توانند تکرار و قرار دادن داده‌ها را با استفاده از تکرار خودکار چند سایتی و اصلاح خرابی کنترل کنند.
- همانندسازی داده به صورت همزمان و به شدت پیوسته انجام می‌شود.
- خواندن‌ها به شدت پیوسته هستند و داده‌ها به گونه ای نسخه بندی شده‌اند که امکان خواندن داده‌های قدیمی را فراهم می‌کند: مشتریان می‌توانند نسخه‌های قبلی داده‌ها را، از طریق پنجره‌های جمع‌آوری زباله، بخوانند.
- از یک رابط بومی (نیتیو) SQL برای خواندن و نوشتن داده‌ها پشتیبانی می‌کند.

## تاریخچه
اسپنر برای اولین بار در سال ۲۰۱۲ برای مراکز داده داخلی گوگل معرفی شد.
قابلیت SQL اسپنر در سال ۲۰۱۷ اضافه شد و در مقاله SIGMOD 2017 مستند شد. در سال ۲۰۱۷ به عنوان بخشی از سکوی ابری گوگل با نام اسپنر ابری "Cloud Spanner" در دسترس قرار گرفت.

## معماری
اسپنر از الگوریتم پکسوس Paxos به عنوان بخشی از عملیات خود برای تکه کردن (پارتیشن) داده‌ها در بین صدها سرور استفاده می‌کند.  از همگام‌سازی ساعت به کمک سخت‌افزار با استفاده از ساعت‌های GPS و ساعت‌های اتمی برای اطمینان از پیوستگی جهانی استفاده زیادی می‌کند.  ترو تایم نام تجاری زیرساخت ابری توزیع شده گوگل است که به اسپنر توانایی ایجاد مُهرهای زمانی در حال افزایش یکنواخت در مراکز داده در سراسر جهان را می‌دهد.
سیستم مدیریت پایگاه داده (DBMS) اس کیو ال گوگل اف وان در بالای اسپنر ساخته شده‌است،  که جایگزین نوع سفارشی مای اس کیو ال ویژه گوگل می‌شود. 

## کتابشناسی - فهرست کتب
- Corbett, James C; Dean, Jeffrey; Epstein, Michael; Fikes, Andrew; Frost, Christopher; Furman, JJ; Ghemawat, Sanjay; Gubarev, Andrey; Heiser, Christopher, "Spanner: Google's Globally-Distributed Database" (PDF), Proceedings of OSDI 2012, Google, retrieved 18 September 2012.
- Date, Christopher ‘Chris’ J (2004), "6. Relations, Part II. The Relational Model", An Introduction to Database Systems (8th ed.), Addison Wesley, ISBN 978-0-321-19784-9.
- Shute, Jeffrey ‘Jeff’; Oancea, Mircea; Ellner, Stephan; Handy, Benjamin ‘Ben’; Rollins, Eric; Samwel, Bart; Vingralek, Radek; Whipkey, Chad; Chen, Xin (2012), "F1 — the Fault-Tolerant Distributed RDBMS Supporting Google's Ad Business", Research (presentation), SIGMOD: Google.
- Shute, Jeffrey ‘Jeff’; Oancea, Mircea; Ellner, Stephan; Handy, Benjamin ‘Ben’; Rollins, Eric; Samwel, Bart; Vingralek, Radek; Whipkey, Chad; Rae, Ian (2013), "F1: A Distributed SQL Database That Scales", Research (presentation), International Conference on Very Large Data Bases: Google.